# Aqualung (musicien)
Pour les articles homonymes, voir Aqualung.
Matt Hales, dit Aqualung, est un chanteur et compositeur britannique né le 12 janvier 1972.

## Biographie
Originaire de Southampton (Angleterre), il désirait devenir cascadeur étant jeune. Finalement, à 16 ans, il intègre, bien loin de ses rêves d'enfants, le Winchester College où il étudie la musique.
L'adolescence est aussi marquée par des débuts musicaux au sein du groupe Mecano Pig qui sortira un album éponyme en 1990.
Sa carrière solo ne débute réellement qu'avec la sortie de son premier single Strange and Beautiful en 2002, musique d'une publicité Volkswagen et présent sur la bande originale du film Rencontre à Wicker Park de Paul McGuigan.
Son premier album, Aqualung sort la même année, suivit en 2003 par Still Life, second album au succès mitigé. Il faudra attendre 2005, et un changement de label (passant de B-Unique (en) à Columbia) pour voir arriver un nouvel album, baptisé Strange and Beautiful.
Après 2 ans de silence, le chanteur revient avec un quatrième album Memory Man.
- En 2005, Brighter Than Sunshine  est sur la bande originale du film Sept Ans de séduction avec Ashton Kutcher et Amanda Peet.
- En 2008, la chanson Good Times Gonna Come de l'album Strange and Beautiful est apparue comme chanson d'ouverture du deuxième épisode de la saison 2 de la série britannique Skins, intitulé Sketch (dans la version TV mais non DVD).

## Discographie

### Albums studio
- 2002 - Aqualung
- 2003 - Still Life
- 2006 - Memory Man
- 2008 - Words and Music
- 2010 - Magnetic North
- 2015 - 10 Futures
- 2022 - Dead Letters